# جاي وايزمان
جاي وايزمان (بالإنجليزية: Jay Wiseman)‏ هو كاتب ومحامي ومؤلف أمريكي، ولد في 16 يونيو 1949 في نيو ألباني في الولايات المتحدة.